# گوش‌یشت
گوش یشت یشت نهم کتاب اوستا می‌باشد که در ستایش گائوشا یا گوش ایزد یا ایزدبانوی نگهبان چارپایان سروده شده‌است. این یشت دارای هفت کرده و سی‌ و دو بند است و به‌نام درواسپ یشت نیز شهرت دارد. درواسپ واژه‌ای اوستایی برای گوش ایزد بود که معنی دارنده اسبان تیزرو می‌داده‌است.

## نمونه‌ای از گوش یشت

### کرده سوم بند دوازدهم
دْرَواسپِ توانایِ مزداآفریدهٔ اَشَوَن را می‌ستاییم که ستورانِ خُرد را تندرست نگاه می‌دارد؛ که ستورانِ بزرگ را تندرست نگاه می‌دارد؛ که دوستان را تندرست نگاه می‌دارد؛ که کودکان را تندرست نگاه می‌دارد؛ با دیدبانان بسیار دور...
آن که دارای اسبانِ زین کرده و گردونه‌هایِ پر تکاپو با چرخ‌هایِ خروشان است...
نیرومندِ بُرزمندِ پاداش نیک بخشنده و درمان‌بخشی که اَشَوَن مردان را یاری رساند و پیشهٔ درست بخشد و آرامگاه آماده کند.